# Проценки (Зеньковский район)
Проценки (укр. Проценки) — село, Проценковский сельский совет, Зеньковский район, Полтавская область, Украина.
Код КОАТУУ — 5321385001. Население по переписи 2001 года составляло 545 человек.
Является административным центром Проценковского сельского совета, в который, кроме того, входят сёла Должик, Дубяги, Старая Михайловка и Ступки.

## Географическое положение
Село Проценки находится на левом берегу реки Грунь, выше по течению примыкает село Дубяги, ниже по течению на расстоянии в 0,5 км расположено село Ступки, на противоположном берегу — сёло Пилипенки, Гусаки, Хмаровка и Дубовка. Река в этом месте извилистая, образует лиманы, старицы и заболоченные озёра.

## История
На хуторах Проценковских козачем и владельческом в 1859 году было соответственно 18 и 5 дворов где проживало 162 и 14 мужского и 170 и 16 женского пола.
На хуторе Проценки в 1911 проживало 375 мужского и 378 женского пола, была земская школа.
Есть на карте 1869 года оба хутора Проценки (казачий) и (владельческий).

## Экономика
- ООО «Бурат Агро-Т».

## Объекты социальной сферы
- Школа.
- Клуб.
- Фельдшерско-акушерский пункт.